# HD 155410
HD 155410，又名BD+40 3109，SAO 46524、HR 6388，是一颗恒星，视星等为5.08，位于銀經65.27，銀緯35.99，其B1900.0坐标为赤經17h 6m 18.7s，赤緯+40° 35.99′ 8″。